# Julia Domna
Pour les articles homonymes, voir Julia.
Julia Domna (de son nom latin parfois francisé en Julie Domne), née vers 160 et morte en 217, était une impératrice romaine,,. Née en Syrie,, elle appartient à la famille royale d'Émèse et est la fille de Julius Bassianus, grand prêtre du soleil ou « grand prêtre d'Élagabal » à Émèse (Homs, en Syrie). Elle devint en 187 la deuxième épouse de Septime Sévère, qui était alors gouverneur de la Gaule lyonnaise et qui régna de 193 à 211 sur l'Empire romain. Elle était la mère des empereurs Caracalla (211-217) et Geta (co-dirigeant en 211). Elle occupa un rôle politique important et reçut le titre d'« Auguste » (en latin : Augusta) en 193 et de « Mère des camps » (en latin : Mater castrorum) en 195.
À la mort de Septime Sévère en 211, elle occupa le pouvoir d'abord avec ses deux fils, Caracalla et Geta. À la mort de ce dernier, assassiné par son frère, elle gouverna l'empire avec Caracalla. Elle était très honorée et considérée comme une déesse.
Après l'assassinat de Caracalla le 8 avril 217, elle cessa de s'alimenter et mourut rapidement.
En dehors de son rôle politique et de ses capacités d'apprentissage, Julia était connue comme mécène de la science (elle a soutenu Galien), des arts, de la musique et de la philosophie, utilisant son titre et son influence pour répandre la philosophie précédemment persécutée et l'aider à s'améliorer et s'épanouir à Rome.

## Biographie

### Origine, mariage et maternité
Julia Domna appartenait à la famille royale arabe des Sampsigéramides,, une dynastie de rois-prêtres qui régnaient sur Émèse depuis l'arrivée de Pompée en Orient avant que la ville ne soit annexée par Rome et intégrée à la province de Syrie. Les Sampsigéramides faisaient partie des nombreux groupes Arabes, qui, profitant du déclin des empires Séleucide et Ptolémaïque, effectuèrent des pénétrations profondes dans le Croissant Fertile, et se sculptèrent des principautés et des petites cités-États entre l’Euphrate et le Nil,,.
Le père de Julia, Julius Bassianus, appartenait à l'aristocratie arabe romaine et était grand prêtre du soleil ou « grand prêtre d'Élagabal » à Émèse. Julia avait une sœur moins âgée, Julia Maesa.
Son nom (« Domna ») viendrait de l'arabe « Dumayna » un ancien prénom arabe.
En 187, Julia épousa Septime Sévère, un sénateur d'origine puniquo-berbère, alors gouverneur de la Gaule Lyonnaise et veuf depuis peu. Sévère, qui venait de Leptis Magna en Afrique du Nord, a officié en tant que légat d'une légion syrienne, la Legio IIII Scythica. On ne sait si Julia connaissait son futur mari : Septime Sévère avait sans doute déjà exercé un commandement militaire en Syrie, mais l'Histoire Auguste prétend qu'il avait choisi son épouse d'après son horoscope, celui de Julia Domna prédisant qu'elle épouserait un roi. Cette tradition est peut-être exacte, Sévère attachant beaucoup d'importance aux présages mais il peut aussi s'agir d'une invention rétrospective dont l'auteur serait Sévère lui-même. Le mariage eut lieu à Lugdunum - Lyon aujourd'hui. Lugdunum était le siège administratif de Gallia Lugdunensis, province dont Sévère était alors gouverneur.
Ce mariage était le deuxième pour Sévère. Il aurait eu deux filles de sa première union.
Le 4 avril 188, elle donna le jour à leur premier fils, Bassianus (le futur Caracalla), à Lyon. La famille déménagea à Rome, à la fin de la fonction de gouverneur de Sévère en Gaule. C'est là que naquit leur second fils, Geta, en 189.

### Julia impératrice
Le 9 avril 193, Septime Sévère fut proclamé Empereur à Carnuntum par son armée, à l'issue d'une guerre civile. Le 9 juin, il fit son entrée à Rome et Julia Domna devint Augusta.
En 195 elle fut proclamée Mater castrorum (« Mère des camps ») comme la défunte impératrice Faustine la Jeune, épouse de Marc Aurèle et mère de Commode. Elle accompagnait toujours son mari dans ses campagnes militaires en Asie mineure, puis en Syrie, puis, après un retour à Rome, en Mésopotamie et en Égypte.
En 197, Sévère et sa famille retournèrent à l'Est pour poursuivre une autre campagne contre les Parthes. En 199, la famille impériale voyagea en Égypte, où ils restèrent jusqu'en 200. Ce n'est qu'en 202 qu'ils revinrent à Rome. En 202-203, la famille resta dans la patrie nord-africaine de Sévère. Sévère emmena aussi sa femme et ses deux fils lors de la dernière expédition militaire de l'empereur, la campagne 208-211 en Bretagne contre les Calédoniens.
Dans l'auto-représentation publique de Sévère, la famille impériale a  joué un rôle central, comme le montrent les pièces de monnaie, donnant l'image d'une famille dirigeante harmonieuse et exemplaire qui assurait la continuité et la stabilité. Dans ce contexte, l'impératrice a joué le rôle de symbole du bonheur (felicitas) et de l'harmonie (concordia),.

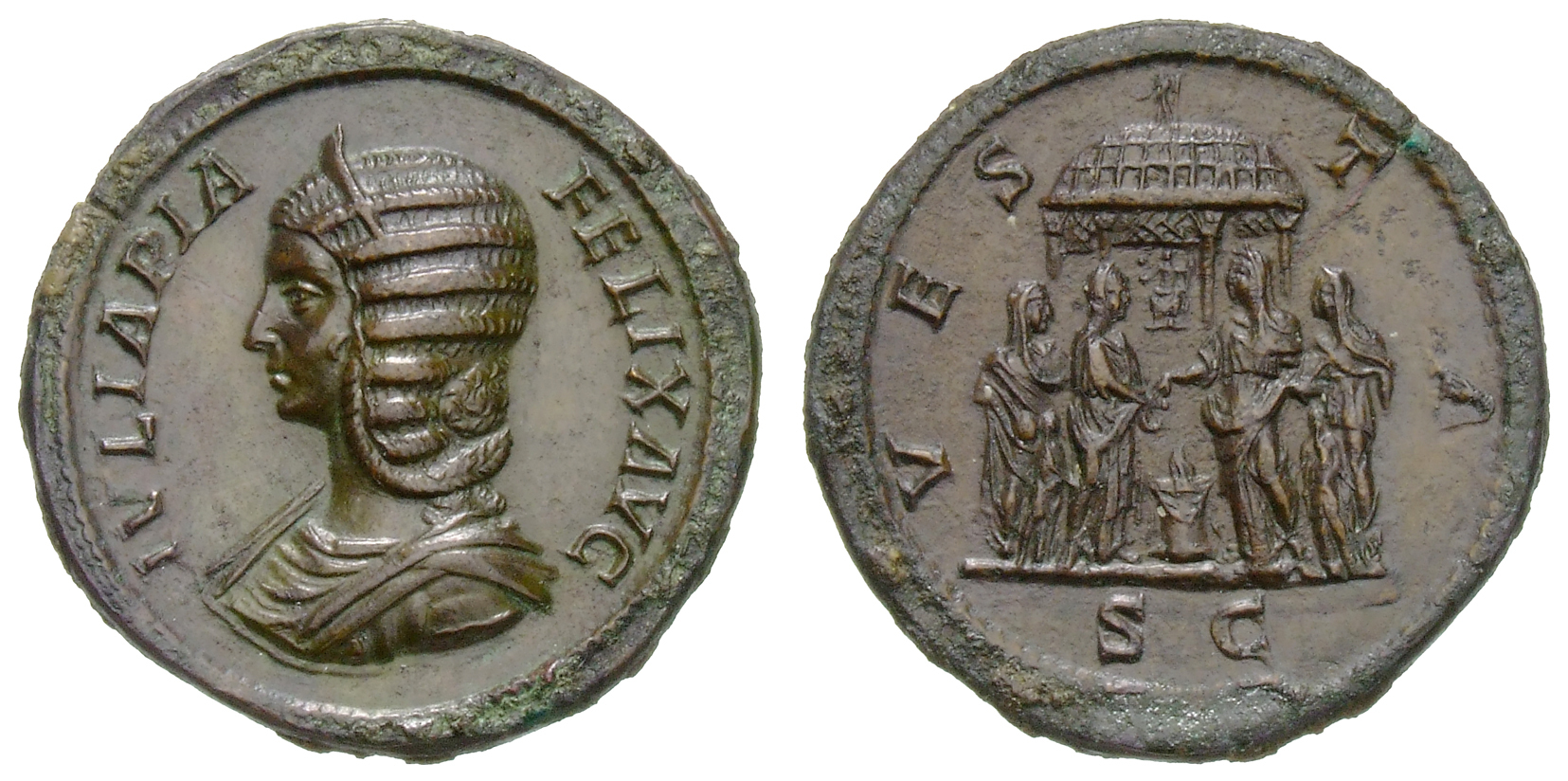
Monnaie associant Julia Domna et le temple de Vesta.

Sur les pièces de monnaie représentant Julia – et pas sur celles représentant l'empereur-  le temple de Vesta qui avait été reconstruit sous Sévère après l'incendie de 191 est représenté. On pourrait en déduire que la reconstruction s'est faite sous sa direction mais cette thèse est controversée[réf. nécessaire]. Le très grand nombre d'inscriptions honorifiques pour Julia à la fois pendant le règne de Sévère et celui de Caracalla est remarquable; aucune autre impératrice n'a été autant honorée.
De retour à Rome Julia fut marginalisée par son grand rival Plautien, le meilleur ami de Septime Sévère, nommé préfet du prétoire puis anobli et fait consul. En 202 l'influence de Plautien était telle qu'il fit marier sa fille Fulvilla Plautille à Caracalla. Pour éliminer Julia Domna, Plautien l'accusa d'adultère, mais Septime Sévère ne voulut pas y prêter attention. Usant de son ascendant sur son fils Caracalla, Julia le persuada d'assassiner Plautien et de répudier son épouse Plautille sur l'île de Lipari, ce qui fut fait.
Après l'élimination de Plautien, Julia Domna prit une place prépondérante dans la famille impériale. Elle put placer ses amis d'origine syrienne aux postes-clés.

### L'année de crise 211
Quand Septime Sévère mourut à Eboracum (York) le 4 février 211, elle se retrouva au pouvoir avec ses deux fils Caracalla et Geta, Augustes l'un et l'autre, mais qui se détestaient et cherchaient à s'éliminer mutuellement. Ils interrompirent la campagne britannique et retournèrent à Rome avec Julia. Leur mésentente mena à une guerre civile. L'historien Hérode rapporta qu'une division de l'empire fut envisagée. Julia se serait opposée à ce partage. L'existence d'un tel plan est cependant douteuse, Caracalla étant déterminé à rester seul au pouvoir.
En décembre 211, Caracalla réussit finalement à faire venir son frère, par l'entremise de Julia, à une prétendue réunion de réconciliation. Caracalla le fit tuer dans les bras de sa mère qui fut elle-même blessée. La damnatio memoriae fut imposée : ceux qui pleuraient Geta, devaient payer de leur vie. Même Julia ne fut pas autorisée à montrer son deuil.

### Rôle sous Caracalla
Le meurtre de Geta brise la relation entre Julia et Caracalla. À partir de cette date, l'Empire fut gouverné par le couple Julia Domna et son fils Caracalla. Comme elle l'avait fait avec Septime Sévère, Julia Domna accompagna son fils dans toutes ses expéditions, en Germanie, en Asie, en Égypte et en Syrie. Ce couple mère-fils faisait jaser, les chansonniers d'Alexandrie la représentaient en Jocaste (la mère-épouse d'Œdipe).
Quand Caracalla fut assassiné près de Carrhes (Harran, Turquie) en 217, le pouvoir revint au préfet du prétoire Macrin (un Africain, ancien ami de Plautien). Julia Domna tenta de soulever à Antioche la garde prétorienne, sans succès. Macrin la laissa se retirer à Émèse en conservant sa fortune. Elle mourut très rapidement, à l'issue d'une grève de la faim, peut-être motivée aussi par un cancer du sein. Elle ne fut pas incinérée, mais inhumée dans un sarcophage, dans le mausolée d'Auguste.

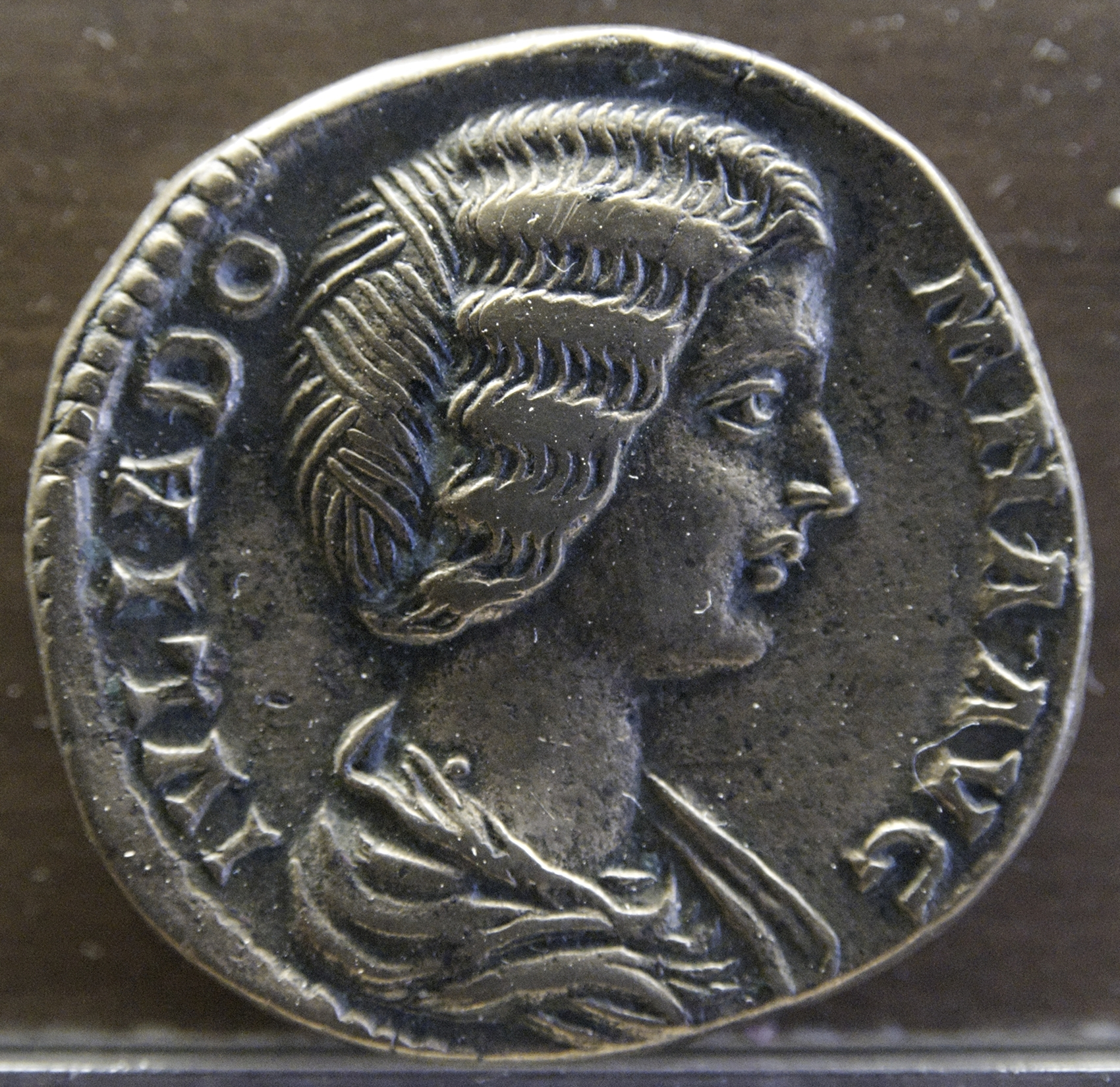
Monnaie de Julia Domna Augusta - Musée des beaux-arts de Lyon.
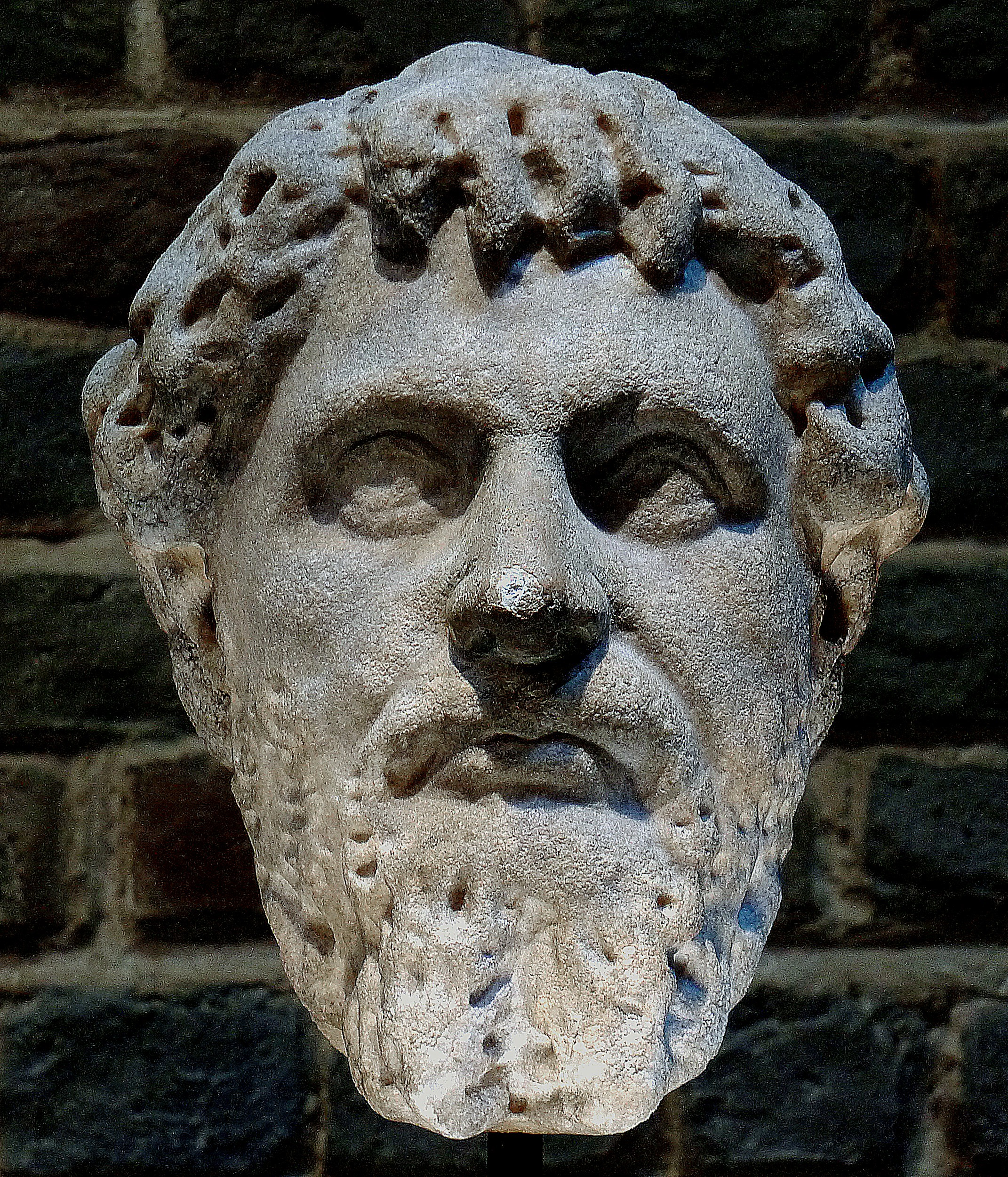
Son époux, Septime Sévère - Römisch-Germanisches museum, Cologne.
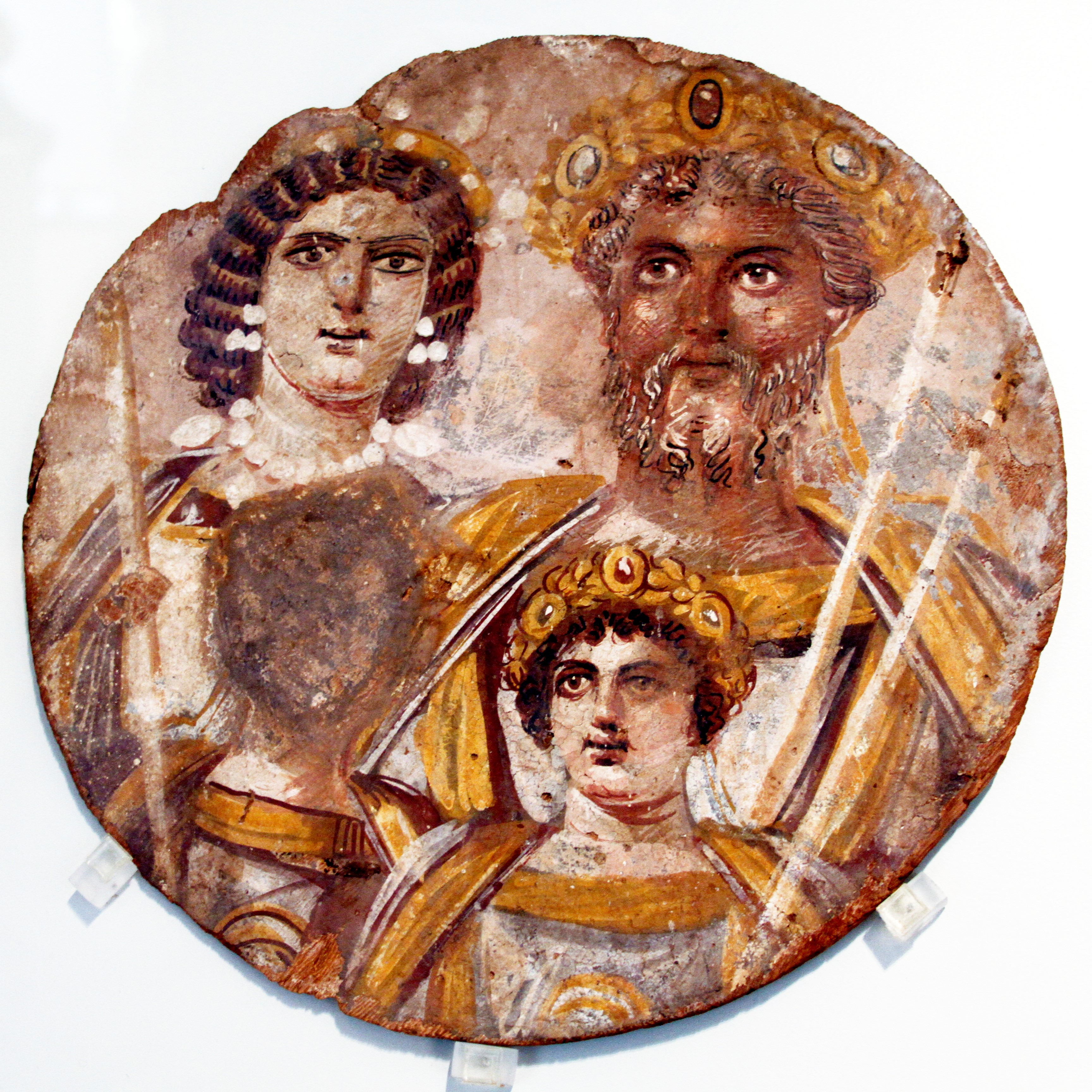
La famille impériale : Julia Domna, Septime Sévère, leurs enfants Caracalla et Geta (effacé après son assassinat). Peinture dite Tondo severiano réalisée en Égypte vers 201, Musée de Berlin.